# Eugène Weylandt
Herman Eugène Weylandt, född den 6 april 1842 i Stockholm, död där den 8 mars 1910, var en svensk militär.
Weylandt blev underlöjtnant vid Dalregementet 1866, löjtnant där 1872 och kapten 1885. Han beviljades avsked från aktiv tjänst med tillstånd att som kapten kvarstå i regementets reserv 1893 och avsked ur krigstjänsten 1907. Weylandt blev kassadirektör i Nya Trollhätte kanalbolag 1889. Han blev riddare av Svärdsorden sistnämnda år. Weylandt blev stormästare i Par Bricole 1909. Han avled följande år i Weylandtska villan på Djurgården.